# Oriol (dessinateur)
Oriol Hernàndez Sànchez dit Oriol, né en 1983 à Terrassa en Catalogne, est un dessinateur de bande dessinée espagnol.

## Biographie
Après un baccalauréat artistique à l’Escola de Cómic Joso en 2003, il y a enseigné l’illustration numérique. Il a également travaillé dans la publicité, l'illustration (il a publié en 2010 les livres d'illustrations El Zombi, sur des textes d'Enric Lluch i Girbés et ¡A mí no me gustan los libros!, sur des textes de Joan Portell Rifà) et le cinéma d’animation.
Sa première bande dessinée est Humo, un récit court sur un scénario de Santi Navarro, publié dans un recueil de travaux des élèves de l’Escola de Cómic Joso intitulé Lovexpress en 2007.
Il est remarqué par le scénariste Zidrou qui lui propose tout d'abord d'illustrer Maman Noël, l'un des récits composant le recueil Joyeuses nouvelles pour petits adultes et grands enfants publié en 2010 chez Dupuis, un récit qui sera également publié dans le Journal Spirou, puis écrit pour lui le scénario de La Peau de l'ours, un album publié chez Dargaud en 2012,, qui lui vaudra de recevoir en 2013 le Prix de la révélation au Salon international de la bande dessinée de Barcelone, le Prix Mor Vran (prix BD décerné par l'association du Goéland Masqué) ainsi que le Prix Saint-Michel de l'avenir 2013.
La collaboration avec Zidrou se poursuit, avec en 2015 la publication de l'album Les 3 Fruits,, puis en 2017, de Natures mortes, toujours chez Dargaud. L'album La peau de l'ours - 2, qui n'est pas la suite du premier album, parait en 2020.

## Publications

### Périodiques
- Spirou : Maman Noël, avec Zidrou (scénario)[3], récit complet publié dans le Spécial Noël no 3790 du 1er décembre 2010[12]
- L'Immanquable : Natures mortes, avec Zidrou (scénario), du no 72 (janvier 2017) au no 75 (avril 2017) [13]

### Albums
- Humo,  avec Santi Navarro (scénario), dans l'album collectif Lovexpress, NoBanda/Escola Joso, 2007
- Maman Noël, avec Zidrou (scénario), dans l'album collectif Joyeuses nouvelles pour petits adultes et grands enfants, Dupuis, 2007[3]
- El Zombi, illustrations sur des textes d'Enric Lluch i Girbés, 2010
- ¡A mí no me gustan los libros!, illustrations sur des textes de Joan Portell Rifà
- La Peau de l'ours, avec Zidrou (scénario), Dargaud, 2012[4],[5],[6]
- Les 3 Fruits, avec Zidrou (scénario), Dargaud, 2015[8],[9]
- Natures mortes, avec Zidrou (scénario), Dargaud, 2017[10]
- La peau de l'ours - 2, avec Zidrou (scénario), Dargaud, 2020[11]

## Récompenses
- 2013 :  Prix Saint-Michel de l'avenir pour le dessin de La Peau de l'ours[14]
- 2013 : Prix de la révélation au Salon international de la bande dessinée de Barcelone.